# Micro-Star International
Micro-Star International Co., Ltd (кит. 微星科技股份有限公司 Wēixīng kējì gǔfèn yǒuxiàn gōngsī; кратко — MSI) — тайваньская компания по производству компьютерной техники, основанная в 1986 году.

## История

Логотип для геймерской продукции

Компания была основана в августе 1986 года пятью бывшими сотрудниками тайваньского филиала Sony. В октябре 1998 года MSI стала публичной компанией, разместив свои акции на Тайваньской фондовой бирже.
В 2000 году в КНР была учреждена дочерняя компания MSI Computer (Shenzhen) Co., Ltd. (Шэньчжэнь), а в 2001 году — MSI Electronics (Kunshan) Co., Ltd. (Куньшань). В 2002 году в Нидерландах был зарегистрирован европейский региональный филиал MSI Computer Europe B.V.
В 2008 году была основана дочерняя компания FUNTORO.
В последнее время активно специализируется на разработке и выпуске продукции для геймеров (игровые серии ноутбуков, моноблоков, баребонов, материнских плат, видеокарт) и пользователей CAD/CAM-систем. Компания является одним из лидеров по срокам предложения новинок на рынке IT-электроники.

## Деятельность
Выручка компании за 2022 год составила 180,4 млрд новых тайваньских долларов (5,87 млрд долларов США), её распределение по регионам: Азия — 46 %, Америка — 30 %, Европа — 23 %.
За 2022 год MSI выпустила 5,5 млн материнских плат и была 3-м крупнейшим их производителем в мире после Asus (13,6 млн) и Gigabyte (9,5 млн). В 2021 году было выпущено 9,5 млн плат.
Основная продукция:
- Материнские платы под процессоры Intel и AMD;
- Видеокарты под чипсеты Nvidia и AMD;
- Ноутбуки и нетбуки;
- Моноблоки;
- Баребоны;
- Серверы, включая блейд-серверы;
- ЖК-дисплеи;
- Промышленные компьютеры
- Автомобильная электроника;
- Телекоммуникационное оборудование.